# Arthrospira platensis
Spirulina platensis es una cianobacteria filamentosa gramnegativa. Esta bacteria es fotoautótrofo sin fijación de nitrógeno.
Se ha aislado en el lago Chenghai, China, en los lagos de soda del este de África y en los lagos subtropicales y alcalinos.

## Descripción
Arthrospira platensis tiene forma de espiral y está compuesta por células multicelulares dispuestas en filamentos. Tiene un color verdeazulado debido a la presencia de pigmentos fotosintéticos como la clorofila a y la ficocianina. Estas cianobacterias son fotosintéticas y producen oxígeno como resultado de la fotosíntesis.

## Distribución y Hábitat
Esta especie se encuentra en aguas alcalinas y cálidas, como lagos salinos, estanques y lagunas en regiones tropicales y subtropicales de todo el mundo. Es conocida por su resistencia a condiciones ambientales extremas, lo que le permite prosperar en aguas con alta salinidad y alcalinidad.

## Usos
La confluencia del uso histórico, la riqueza nutricional y la evidencia clínica emergente colocan a Arthrospira platensis como un candidato prometedor en el arsenal contra la obesidad y los trastornos metabólicos asociados. Sus diversos impactos beneficiosos que abarcan desde la pérdida de peso, la reducción del colesterol hasta la supresión del apetito subrayan su potencial como un complemento valioso en estrategias holísticas de manejo del peso.

## Investigación Científica
Esta cianobacteria ha sido objeto de numerosos estudios científicos debido a sus propiedades nutricionales y farmacológicas. Los investigadores han explorado sus posibles beneficios para la salud, incluyendo su capacidad para fortalecer el sistema inmunológico y combatir enfermedades crónicas.